# Jacinda Barrett
Jacinda Barrett (Brisbane, 2 agosto 1972) è un'attrice ed ex-modella australiana naturalizzata statunitense.

## Biografia
All'età di diciassette anni inizia a lavorare come modella in Europa. Nel 1995 si fa notare nella versione londinese del reality show The Real World. Studia recitazione alla "British Academy of Dramatic Arts" di Oxford. 
Dopo alcune parti in film minori, l'occasione arriva nel 2003, quando ottiene un ruolo nel film La macchia umana con Anthony Hopkins e Nicole Kidman.
Nel 2004 recita nel ruolo della moglie di Joaquin Phoenix in Squadra 49, e successivamente lavora in Che pasticcio, Bridget Jones! con Renée Zellweger. Nel 2006 recita in due remake, Poseidon rifacimento de L'avventura del Poseidon e The Last Kiss versione statunitense de L'ultimo bacio, interpretando il ruolo che fu di Giovanna Mezzogiorno.

### Vita privata
Precedentemente fidanzata con il comico Chris Hardwick, è sposata dal 2004 con l'attore Gabriel Macht, con il quale ha due figli: Satine Anais Geraldine (20 agosto 2007) e Luca (26 febbraio 2014).

## Filmografia

### Cinema
- Campfire Tales - Racconti del terrore (Campfire Tales), regia di Matt Cooper e Martin Kunert (1996)
- Immaculate Springs, regia di Dominique A. Faix (1998)
- Art House, regia di Leigh Scott (1998)
- Urban Legend - Final Cut (Urban Legends: Final Cut), regia di John Ottman (2000)
- La macchia umana (The Human Stain), regia di Robert Benton (2003)
- Squadra 49 (Ladder 49), regia di Jay Russell (2004)
- Che pasticcio, Bridget Jones! (Bridget Jones: The Edge of Reason), regia di Beeban Kidron (2004)
- Il ritorno di Mr. Ripley (Ripley Under Ground), regia di Roger Spottiswoode (2005)
- Poseidon, regia di Wolfgang Petersen (2006)
- The Last Kiss, regia di Tony Goldwyn (2006)
- Scuola per canaglie (School for Scoundrels), regia di Todd Phillips (2006)
- Il destino nel nome - The Namesake (The Namesake), regia di Mira Nair (2007)
- Middle Men, regia di George Gallo (2009)
- New York, I Love You, regia di Fatih Akin e Yvan Attal (2009)
- So che ci sei (Matching Jack), regia di Nadia Tass (2010)
- So B. It, regia di Stephen Gyllenhaal (2016)

### Televisione
- Night Man – serie TV, 1 episodio (1998)
- Guys Like Us – serie TV, 1 episodio (1998)
- Hercules (Hercules: The Legendary Journeys) – serie TV, 1 episodio (1998)
- Wind on Water – serie TV, 4 episodi (1998)
- Millennium – serie TV, 1 episodio (1999)
- Zoe, Duncan, Jack & Jane – serie TV, 3 episodi (1999)
- Bull – serie TV, 4 episodi (2000)
- D.C. – serie TV, 7 episodi (2000)
- Citizen Baines – serie TV, 7 episodi (2001)
- See You in My Dreams - film TV, regia di Graeme Clifford (2004)
- Suits - serie TV, 3 episodi (2012-2013)
- Zero Hour – serie TV, 13 episodi (2013)
- The Following - serie TV, 3 episodi (2014)
- Bloodline – serie TV, 23 episodi (2015-2017)

### Cortometraggi
- 24-Seven, regia di Sean Cooney (1999)
- A Proper Send-Off, regia di Eva Longoria (2011)

## Doppiatrici italiane
- Valentina Mari in La macchia umana, Scuola per canaglie e Suits
- Federica De Bortoli in Che pasticcio, Bridget Jones!, Hercules
- Domitilla D'Amico in The Last Kiss e The Following
- Selvaggia Quattrini in Il destino del nome - The Namesake
- Monica Bertolotti in Il ritorno di Mr. Ripley
- Alessia Amendola in So che ci sei
- Myriam Catania in Millennium
- Barbara De Bortoli in Zero Hour
- Emanuela D'Amico in Bloodline
- Chiara Colizzi in Squadra 49
- Roberta Pellini in Poseidon